# ビジネスmopera
ビジネスmoperaはNTTドコモ法人営業部門が提供する企業向けネットワークサービスである。またNTTドコモはmoperaやmopera Uというインターネットサービスプロバイダ (ISP) 事業を行っている。

## 概要
ビジネスmoperaとはNTTドコモの企業向け情報システムサービスにつけられる名称である。リモートアクセス、IPセントレックス、iモードを使ったイントラネット接続など。法人向け料金サービスの総称である、ドコモビジネスプレミアクラブとあわせて、ドコモ法人営業部門の柱のサービスとなる。

## サービス
ビジネスmoperaの主な機能を大別し、以下のようにまとめる。

### リモートアクセス
ビジネスmoperaアクセスプレミアムFOMAタイプ
NTTドコモと、企業とを専用線や広域イーサネット等で直収し、クローズなパケットリモートアクセスサービス（RAS）通信を実現するもの。登録された電話番号と、IPアドレスのFOMA端末しかアクセスできない。契約単位は専用線の数や帯域になるため、大規模向きのサービスとなる。自動販売機や、配車管理など、通信モジュールなどをつかった、テレメトリングに多く利用されている。
ビジネスmoperaアクセスプレミアムDoPaタイプ
当初はDoPa LAN接続サービスと呼ばれていたサービス。FOMAタイプのDoPa版のサービス。FOMAタイプ同様に自動販売機のテレメトリングや配車管理、タクシーなどでのクレジット決済などに利用されている。
ビジネスmopera アクセスプロ
アクセスプレミアムと同様の直収リモートアクセスシステム。FOMAやDoPaの他、iモードやドコモの衛星電話ワイドスター、公衆無線LAN、VPN、などでも利用できる。契約単位は回線単位のものと、同時アクセス単位のものとがある。FOMAであれば海外からのアクセスも可能である。iモードで利用する場合、セキュアなiモードイントラネットでの利用が可能である。またPushサーバを企業内におくことにより、社内のメールをプッシュ型電子メールとして利用することも、可能である。PUSHエージェントとしてMM-QUBEというNTTドコモ独自のオールインワンサーバも用意されている。iアプリでの利用も可能である。
2010年7月より、パケ・ホーダイダブルでの定額利用が可能となる。
ビジネスmopera アクセスエコノミー
簡易版のFOMAやDoPaの直収サービス、アクセスサーバーを共有することにより、安価に抑えているが、セキュリティーを保つため、PCなどに専用の暗号化ソフトを入れる必要がある。

### iモードでのイントラネット利用
ビジネスmopera アクセスシンプル
企業のMicrosoft Exchange Server・Lotus Domino・POPメールを携帯で利用するためのサービス。携帯のブラウザやiアプリ上で、これらのメールの送受信や、スケジューラーの同期などを行うことができる。企業側には専用の中継サーバーを設け、ドコモ局と同期をとる。ドコモの局と中継サーバーの間の通信はSSL・AESをつかった暗号化通信を行い、BlackBerry Enterprise Service（BES）に似たような仕組みとなっている。
同様のドコモ提供のiモード閉域接続 (CUG)
ビジネスmoperaアクセスシンプルと同様のサービスでBINWANといったサービスがある。
前項のビジネスmoperaアクセスプロや同様のiモードCUGサービスが可能。
このほか、ExCastというiモードCUGサービスもある。これはiモードの接続先を企業が用意した別のアクセスポイントに切り替え、iモード用イントラネットにアクセスする仕組みである。企業側にPushエージェントを置くことにより、iモードのメール画面で、企業用のメールの送受信を行うことも可能。

### 携帯電話のセキュリティー管理
ビジネスmopera あんしんマネージャー
企業が利用する、業務用携帯電話のセキュリティー管理やiモードの私用利用を防ぐためのサービス。ドコモビジネスプレミアクラブサイト上で利用ができる。主に以下の機能がある。
ロックと消去
企業の携帯電話管理者のパソコンで、登録されている携帯電話を遠隔でおまかせロックをかけたり、遠隔でアドレス帳を制御・削除・共有アドレス帳の同期などができる。ロックと同時に携帯電話の電波をとめることもできる。また2008年11月以降発売の機種およびF1100、F905iBizからは、遠隔データ初期化も可能となる。電話帳やスケジュール、メールだけでなく、写真、音楽、SDカードの中身まで消去ができる。
iモード制御
iモードパスワードの遠隔での変更、iモードのアクセス制限、iモードフィルターの設定など、遠隔で行うことができる。社員のiモードのアクセス履歴も見ることができる。
遠隔カスタマイズ
社員の携帯電話の機能を遠隔で制御ができる（BlackBerryに同様な機能がある）。例えば、ワンセグ、カメラ、赤外線通信の禁止、指紋認証、開閉ロックの強制、ダイヤル発信制限、メモリー登録外着信拒否等。利用可能機種は遠隔初期化と同様の機種となる。
メールの一斉送信
パソコンから電話番号を指定し、メールの同報が可能。受信者は返信をすることが可能。連絡網や安否確認等も利用できる。
ビジネスmoperaコマンドダイレクト
ビジネスmoperaあんしんマネージャーの機能をドコモを介さず利用できるサービス。

### IPセントレックスASPサービス
ビジネスmopera IPセントレックス
IPセントレックスのASPサービス。N906iLやN902iL、F1100といった、無線LAN対応の携帯電話を内線とするサービス。無線LANをつかった、IPセントレックス（構内無線内線）を行うには、SIPサーバなどを本来導入する必要があるため、小規模な企業には不向きであるため、このSIPサーバーをNTTドコモがASPとして貸し出すサービス。企業側はフレッツ接続などでNTTドコモと回線をつなぎ、無線LANのアクセスポイントを用意することにより、サービスを受けることができる。自社構築型のIPセントレックスでPASSAGE DUPLEというサービスもある。同様に個人向けIPセントレックスサービスとしてホームUというサービスも2008年6月よりスタートしている。
ビジネスmopera IPセントレックス対応可能機種
N900iL、N902iL、N906iL、N-06A、F1100、Nokia E61、N-02B

### その他
ビジネスmopera GPSロケーション
企業側のパソコンから、GPS搭載の対象の業務用携帯電話の位置を把握するサービス。イマドコサーチのビジネス版である。
ビジネスmopera インターネット
企業へのVPNアクセスをサポート
企業端末のアクセス制限サービス